# Profitörerna
Profitörerna är den andra romanen av Leif G.W. Persson om Bo Jarnebring och hans kollegor. Boken utkom första gången 1979 och har sålt i stora upplagor. Boken filmatiserades 1983, se Profitörerna (TV-serie).

## Handling
Kriminalinspektörerna Lewin på våldsroteln och Jarnebring på centrala span får ett ganska besvärligt fall att utreda. Prostituerade Kataryna Rosenbaum har blivit brutalt mördad i sin ateljé på Roslagsgatan 40 i Stockholm. Det tycks som om dådet utförts av en rasande galning. Samtidigt får polisen tips om fastighetsägare som via ombud driver bordeller, en rörelse som omsätter miljoner.
I en av Perssons senare böcker (Den som dödar draken) är Lewin sambo med Anna Holt. I tv-serien Den Döende Detektiven är han istället tillsammans med Eriksson.